# Divoká dvojka
Divoká dvojka (v anglickém originále Hot Persuit) je americký akční a komediální film z roku 2015. Režie se ujala Anne Fletcher a scénáře David Feeney a John Quaintance. Hlavní role hrají Reese Witherspoonová, Sofía Vergara a Robert Kazinsky. Film měl premiéru ve Spojených státech dne 8. května 2015 a v České republice dne 28. května 2015.

## Obsazení
- Reese Witherspoonová jako Rose Cooper
- Sofía Vergara jako Daniella Riva
- Matthew Del Negro jako detektiv Hauser
- Michael Mosley jako detektiv Dixon
- Robert Kazinsky jako Randy
- Richard T. Jones jako maršál Jackson
- Benny Nieves jako Jesus
- Michael Ray Escamilla jako Angel
- Joaquín Cosio jako Vicente Cortez
- John Carroll Lynch jako kapitán Emmett
- Jim Gaffigan jako Red
- Mike Birbiglia jako Steve
- Vincent Laresca jako Felipe Riva
- David Jensen jako Wayne
- Evaluna Montaner jakoTeresa Cortez

## Přijetí

### Tržby
Film vydělal 34,6 milionů dolarů v Severní Americe a 16,9 milionů dolarů v ostatních oblastech, celkově tak vydělal 51,5 milionů dolarů po celém světě. Rozpočet filmu činil 35 milionů dolarů. Za první víkend docílil druhé nejvyšší návštěvnosti, kdy vydělal 13,9 milionů dolarů. Umístil se za filmem Avengers: Age of Ultron, který vydělal 77,7 milionů dolarů.

### Recenze
Na recenzní stránce Rotten Tomatoes získal z 162 započtených recenzí 7 procent s průměrným ratingem 3,2 bodů z deseti. Na serveru Metacritic snímek získal z 36 recenzí 31 bodů ze sta. Na Česko-Slovenské filmové databázi si snímek drží k 3. srpnu 2018 53 procent.

### Nominace
Film získal čtyři nominace na cenu Teen Choice Awards v kategoriích nejlepší herečka ve filmové komedii (Witherspoon), nejlepší chemie (Witherspoon a Vergara), nejlepší polibek (Witherspoon a Vergara) a nejlepší výbuch vzteku (Witherspoon).